# Dorothy Brookshaw
Dorothy Brookshaw (Canadá, 20 de diciembre de 1912-6 de septiembre de 1962) fue una atleta canadiense, especialista en la prueba de 4 × 100 m en la que llegó a ser medallista de bronce olímpica en 1936.

## Carrera deportiva
En los JJ. OO. de Berlín 1936 ganó la medalla de bronce en los relevos de 4 x 100 metros, con un tiempo de 47.8 segundos, llegando a la meta tras Estados Unidos (oro con 46.9 segundos) y Reino Unido (plata), siendo sus compañeras de equipo: Mildred Dolson, Hilda Cameron y Aileen Meagher.